# Marsdenia subglobosa
Marsdenia subglobosa är en oleanderväxtart som beskrevs av P.I. Forster. Marsdenia subglobosa ingår i släktet Marsdenia och familjen oleanderväxter. Inga underarter finns listade i Catalogue of Life.